# Randobawailir
Randobawailir is een bestuurslaag in het regentschap Kuningan van de provincie West-Java, Indonesië. Randobawailir telt 3193 inwoners (volkstelling 2010).